# گلستان (ارزوئیه)
گلستان (ارزوئیه)، روستایی از توابع بخش مرکزی شهرستان ارزوئیه در استان کرمان ایران است.

## جمعیت
این روستا در دهستان دهسرد قرار دارد و براساس سرشماری مرکز آمار ایران در سال ۱۳۸۵، جمعیت آن ۱۰۱ نفر (۳۰خانوار) بوده‌است.